# Kvalifikace na Mistrovství Evropy ve fotbale 2012 – skupina B
Skupina B kvalifikace na Mistrovství Evropy ve fotbale 2012 byla jednou z 9 kvalifikačních skupin na tento šampionát. Postup na závěrečný turnaj si zajistil vítěz skupiny. Druhý tým skupiny hrál buď baráž, nebo postoupil také přímo (pokud byl nejlepší v žebříčku týmů na druhých místech).

## Tabulka
Konečná tabulka skupiny B:
| Tým       | Z  | V | R | P  | GV | GI | +/− | B  |
| --------- | -- | - | - | -- | -- | -- | --- | -- |
| Rusko     | 10 | 7 | 2 | 1  | 17 | 4  | +13 | 23 |
| Irsko     | 10 | 6 | 3 | 1  | 15 | 7  | +8  | 21 |
| Arménie   | 10 | 5 | 2 | 3  | 22 | 10 | +12 | 17 |
| Slovensko | 10 | 4 | 3 | 3  | 7  | 10 | –3  | 15 |
| Makedonie | 10 | 2 | 2 | 6  | 8  | 14 | −6  | 8  |
| Andorra   | 10 | 0 | 0 | 10 | 1  | 25 | −24 | 0  |

## Zápasy
| 3. září 2010 |        |           |                                             |
| Arménie      | 0 – 1  | Irsko     | Jerevan diváci: 8 682 rozhodčí: Zsolt Szabó |
|              | Report | 76' Fahey | Jerevan diváci: 8 682 rozhodčí: Zsolt Szabó |

| 3. září 2010 |        |                           |                                                   |
| Andorra      | 0 – 2  | Rusko                     | Andorra la Vella diváci: 250 rozhodčí: Marco Borg |
|              | Report | 14', 64' (pen.) Pogrebňak | Andorra la Vella diváci: 250 rozhodčí: Marco Borg |

| 3. září 2010  |        |           |                                                      |
| Slovensko     | 1 – 0  | Makedonie | Bratislava diváci: 5 980 rozhodčí: Claudio Circhetta |
| Hološko 90+1' | Report |           | Bratislava diváci: 5 980 rozhodčí: Claudio Circhetta |

| 7. září 2010 |        |           |                                                    |
| Rusko        | 0 – 1  | Slovensko | Moskva diváci: 28 000 rozhodčí: Frank De Bleeckere |
|              | Report | 27' Stoch | Moskva diváci: 28 000 rozhodčí: Frank De Bleeckere |

| 7. září 2010                        |        |                                 |                                                |
| Makedonie                           | 2 – 2  | Arménie                         | Skopje diváci: 21 000 rozhodčí: Espen Berntsen |
| Gjurovski 42' Naumoski 90+6' (pen.) | Report | 41' Movsisjan 90+1' Manucharyan | Skopje diváci: 21 000 rozhodčí: Espen Berntsen |

| 7. září 2010                    |        |              |                                                  |
| Irsko                           | 3 – 1  | Andorra      | Dublin diváci: 40 283 rozhodčí: Leontios Trattou |
| Kilbane 15' Doyle 41' Keane 54' | Report | 45' Martínez | Dublin diváci: 40 283 rozhodčí: Leontios Trattou |

| 8. října 2010                              |        |           |                                               |
| Arménie                                    | 3 – 1  | Slovensko | Jerevan diváci: 9 000 rozhodčí: Daniel Orsato |
| Movsisjan 23' Ghazarjan 50' Mchitarjan 89' | Report | 37' Weiss | Jerevan diváci: 9 000 rozhodčí: Daniel Orsato |

| 8. října 2010 |        |                        |                                                            |
| Andorra       | 0 – 2  | Makedonie              | Andorra la Vella diváci: 1 000 rozhodčí: Gediminas Mazeika |
|               | Report | 42' Naumoski 60' Šikov | Andorra la Vella diváci: 1 000 rozhodčí: Gediminas Mazeika |

| 8. října 2010             |        |                                       |                                             |
| Irsko                     | 2 – 3  | Rusko                                 | Dublin diváci: 48 000 rozhodčí: Kevin Bloom |
| Keane 72' (pen.) Long 78' | Report | 11' Keržakov 29' Dzagojev 50' Širokov | Dublin diváci: 48 000 rozhodčí: Kevin Bloom |

| 12. října 2010                                         |        |         |                                                  |
| Arménie                                                | 4 – 0  | Andorra | Jerevan diváci: 11 000 rozhodčí: Tomasz Mikulski |
| Ghazarjan 4' Mchitarjan 16' Movsisjan 32' Pizzelli 52' | Report |         | Jerevan diváci: 11 000 rozhodčí: Tomasz Mikulski |

| 12. října 2010 |        |             |                                                    |
| Makedonie      | 0 – 1  | Rusko       | Skopje diváci: 17 000 rozhodčí: Stefan Johannesson |
|                | Report | 8' Keržakov | Skopje diváci: 17 000 rozhodčí: Stefan Johannesson |

| 12. října 2010 |        |               |                                                          |
| Slovensko      | 1 – 1  | Irsko         | Žilina diváci: 10 892 rozhodčí: Alberto Undiano Mallenco |
| Ďurica 36'     | Report | 16' St Ledger | Žilina diváci: 10 892 rozhodčí: Alberto Undiano Mallenco |

| 26. března 2011      |        |                |                                            |
| Irsko                | 2 – 1  | Makedonie      | Dublin diváci: 32 000 rozhodčí: István Vad |
| McGeady 2' Keane 21' | Report | 45' Tričkovski | Dublin diváci: 32 000 rozhodčí: István Vad |

| 26. března 2011 |        |           |                                                       |
| Andorra         | 0 – 1  | Slovensko | Andorra la Vella diváci: 200 rozhodčí: Menashe Masiah |
|                 | Report | 21' Šebo  | Andorra la Vella diváci: 200 rozhodčí: Menashe Masiah |

| 26. března 2011 |        |       |                                                |
| Arménie         | 0 – 0  | Rusko | Jerevan diváci: 14 000 rozhodčí: Craig Thomson |
|                 | Report |       | Jerevan diváci: 14 000 rozhodčí: Craig Thomson |

| 4. června 2011                   |        |              |                                                    |
| Rusko                            | 3 – 1  | Arménie      | Petrohrad diváci: 20 500 rozhodčí: Stéphane Lannoy |
| Pavljučenko 26', 59', 73' (pen.) | Report | Pizzelli 25' | Petrohrad diváci: 20 500 rozhodčí: Stéphane Lannoy |

| 4. června 2011 |        |         |                                                  |
| Slovensko      | 1 – 0  | Andorra | Bratislava diváci: 4 000 rozhodčí: Lorenc Jemini |
| Karhan 63'     | Report |         | Bratislava diváci: 4 000 rozhodčí: Lorenc Jemini |

| 4. června 2011 |        |               |                                               |
| Makedonie      | 0 – 2  | Irsko         | Skopje diváci: 30 000 rozhodčí: Florian Meyer |
|                | Report | Keane 7', 37' | Skopje diváci: 30 000 rozhodčí: Florian Meyer |

| 2. září 2011 |        |           |                                               |
| Irsko        | 0 – 0  | Slovensko | Dublin diváci: 35 480 rozhodčí: Pedro Proença |
|              | Report |           | Dublin diváci: 35 480 rozhodčí: Pedro Proença |

| 2. září 2011 |        |                                                    |                                                 |
| Andorra      | 0 – 3  | Arménie                                            | Andorra la Vella rozhodčí: Alexander Kostadinov |
| 750          | Report | Pizzelli 34' Ghazarjan 75' Mchitarjan 90+2' (pen.) | Andorra la Vella rozhodčí: Alexander Kostadinov |

| 2. září 2011 |        |           |                                  |
| Rusko        | 1 – 0  | Makedonie | Moskva rozhodčí: Bülent Yıldırım |
| Semshov 41'  | Report | 31 028    | Moskva rozhodčí: Bülent Yıldırım |

| 6. září 2011 |        |       |                                             |
| Rusko        | 0 – 0  | Irsko | Moskva diváci: 48 717 rozhodčí: Felix Brych |
|              | Report |       | Moskva diváci: 48 717 rozhodčí: Felix Brych |

| 6. září 2011 |        |                                                           |                                              |
| Slovensko    | 0 – 4  | Arménie                                                   | Žilina diváci: 7 238 rozhodčí: Marcin Borski |
|              | Report | Movsisjan 57' Mchitarjan 70' Ghazarjan 80' Sarkisov 90+1' | Žilina diváci: 7 238 rozhodčí: Marcin Borski |

| 6. září 2011  |        |         |                                                   |
| Makedonie     | 1 – 0  | Andorra | Skopje diváci: 6 000 rozhodčí: Mark Steven Whitby |
| Ivanovski 59' | Report |         | Skopje diváci: 6 000 rozhodčí: Mark Steven Whitby |

| 7. října 2011                                            |        |           |                                                       |
| Arménie                                                  | 4 – 1  | Makedonie | Jerevan diváci: 14 500 rozhodčí: Robert Schörgenhofer |
| Pizzelli 28' Mchitarjan 34' Ghazarjan 69' Sarkisov 90+1' | Report | Šikov 86' | Jerevan diváci: 14 500 rozhodčí: Robert Schörgenhofer |

| 7. října 2011 |        |                      |                                                      |
| Andorra       | 0 – 2  | Irsko                | Andorra la Vella diváci: 500 rozhodčí: Libor Kovařik |
|               | Report | Doyle 7' McGeady 20' | Andorra la Vella diváci: 500 rozhodčí: Libor Kovařik |

| 7. října 2011 |        |              |                                                |
| Slovensko     | 0 – 1  | Rusko        | Žilina diváci: 10 083 rozhodčí: Jonas Eriksson |
|               | Report | Dzagojev 71' | Žilina diváci: 10 083 rozhodčí: Jonas Eriksson |

| 11. října 2011                    |        |                |                                                            |
| Irsko                             | 2 – 1  | Arménie        | Dublin diváci: 45 200 rozhodčí: Eduardo Iturralde González |
| V. Aleksanyan 43' (vl.) Dunne 60' | Report | Mchitarjan 62' | Dublin diváci: 45 200 rozhodčí: Eduardo Iturralde González |

| 11. října 2011                                                                |        |         |                                               |
| Rusko                                                                         | 6 – 0  | Andorra | Petrohrad diváci: 38 790 rozhodčí: Eli Hacmon |
| Dzagojev 5', 44' Ignaševič 26' Pavljučenko 30' Glušakov 59' Bilyaletdinov 78' | Report |         | Petrohrad diváci: 38 790 rozhodčí: Eli Hacmon |

| 11. října 2011 |        |             |                                             |
| Makedonie      | 1 – 1  | Slovensko   | Skopje diváci: 4 100 rozhodčí: Tony Chapron |
| Noveski 80'    | Report | Piroska 54' | Skopje diváci: 4 100 rozhodčí: Tony Chapron |

## Střelci gólů
6 gólů
- Henrich Mchitarjan

5 gólů
- Gevorg Ghazarjan
- Robbie Keane

4 góly
- Jura Movsisjan[2]
- Marcos Pizzelli
- Alan Dzagojev
- Roman Pavljučenko

2 góly
- Artur Sarkisov
- Ilčo Naumoski
- Vanče Šikov
- Kevin Doyle
- Aiden McGeady
- Alexandr Keržakov
- Pavel Pogrebňak

1 gól
- Cristian Martínez
- Edgar Manučarjan
- Mario Gjurovski
- Mirko Ivanovski
- Nikolče Noveski
- Ivan Tričkovski
- Richard Dunne
- Keith Fahey
- Kevin Kilbane
- Shane Long
- Sean St Ledger
- Dinijar Biljaletdinov
- Děnis Glušakov
- Sergej Ignaševič
- Igor Semšov
- Roman Širokov
- Ján Ďurica
- Filip Hološko
- Miroslav Karhan
- Juraj Piroska
- Filip Šebo
- Miroslav Stoch
- Vladimír Weiss

1 vlastní gól
- Valeri Aleksanjan (v utkání proti Irsku)